# Бенгальці
Бенга́льці (бенг. বাঙালী, Bangali) — народ, що населяє історичну область Бенгалія. Становлять 98 % населення Бангладеш, в Індії складають основне населення штатів Західний Бенгал і Трипура, значні їх групи живуть також в штатах Ассам і Джарханд. Живуть також у Непалі, Бутані, М'янмі, Великій Британії, арабських країнах Близького Сходу. Це один з найбільших народів у світі. Загальна чисельність — близько 300 млн осіб. Мова — бенгальська, належить до індоарійської групи.
Бенгальці — європеоїди. За релігією більшість бенгальців є мусульманами (66 %, живуть переважно в Бангладеш), решта (33 %) — індуїсти, вони переважають серед бенгальців Індії. Мова, культура і звичаї обох релігійних груп майже однакові.
Бенгальці займаються, головним чином, землеробством. Головною сільськогосподарською культурою є рис, вирощують також джут, бобові, олійні культури, цукрову тростину, чай. У промисловості — паперовій, текстильній і джутовій — працює близько 5 % бенгальців. Відомі також їх кустарні вироби — найтонші тканини, рослинні фарби тощо. Велика кількість бенгальців з Бангладеш емігрувала до країн Близького Сходу, де є потреба в дешевій некваліфікованій робочий силі на будівництві та в комунальному господарстві.

## Історія
Бенгальці мають давню і багату історію. Ще в прадавні часи на території Бенгалії існували легендарні держави Анга (Західна Бенгалія) та Ванга, або Банга (Східна Бенгалія). Від назви останньої, мабуть, походить етнічна назва народу.
У старі часи Бенгалія входила до складу Маґадги, в якій правили знамениті династії Маур'їв, Гуптів, Палів. Внаслідок послаблення останньої, в Бенгалії постала власна династія Сена (1070—1230). У 1230 році Бенгалія була завойована мусульманами. За часи імперії Великих Моголів (1526—1858) серед місцевого населення поширюється іслам.
У XVIII столітті Бенгалія потрапила під владу Великої Британії. На межі XIX і XX століть країна переживає Бенгальський Ренесанс, вона дає світові великих поетів, письменників, художників, вчених, філософів і політичних діячів.
У 1947 році, разом з утворенням незалежних Індії та Пакистану, Бенгалія була поділена між ними за релігійною ознакою, західні райони утворили індійський штат Західний Бенгал, а східні — Східну провінцію Пакистану. Після цього відбувався складний процес обміну населенням. 1971 року, в результаті народно-визвольної війни, Східний Пакистан здобув незалежність і став державою Бангладеш.

## Культура
Бенгальці — народ давньої культури. Вже в XII столітті мали свою літературу. Вони дали Індії багато талановитих поетів (Чандідас, Мукундарама Чакраборті, Бхаратчандра Рай, Рампрасад Сен), письменників, просвітителів і політичних діячів та нобелівських лауреатів (Рама Мохана Ройю,  Рабіндраната Тагора,  Мохаммада Юнуса та ін.).
На півдні бенгальські села розташовані на берегах річок, садиби, які називаються барі, стоять близько одна до одної. На північному заході через сильні повені люди бояться селитись на берегах річок і влаштовують свої поселення вздовж доріг. В Бенгалії барі стоять на значній відстані одна від одної, і в період дощів, коли річки виходять з берегів, сполучення між ними можливе лише човнами. Бенгальські хати каркасно-стовпові, каркас роблять із бамбука або дерев'яний, стіни глинобитні або плетені й обмазані зверху глиною, дах високий, критий соломою, стелі немає. Зазвичай хата має лише одну кімнату. Декілька житлових будівель фасадом дивляться у двір. Кухня і хлів стоять окремо.
Жінки носять сарі і короткі кофтини, багато прикрас. Мусульманки на вулиці вдягають паранджу або чадру. Чоловічий одяг складається із дхоті і чадару (накидка, що вдягається на плечі). На голові індуїсти носять тюрбан, а мусульмани круглі шапочки.
Основу харчування складають рис, бобові, овочі, риба; м'ясо їдять рідко.

## Знаменитості
- Фазлур Рахман Хан